# Камара, Мамадуба Ндонго
Мамадуба Ндонго Камара (фр. Mamadouba N`Dongo Camara; род. 1945, Кисидугу, Фарана) — гвинейский футболист, полузащитник. Участник летних Олимпийских игр 1968 года и Кубка африканских наций 1970.

## Биография
В 1968 году главный тренер национальной сборной Гвинеи Наби Камара вызвал Мамадуба на летние Олимпийские игры в Мехико. В команде он получил 7 номер. В своей группе Гвинея заняла последнее четвёртое место, уступив Колумбии, Мексики и Франции. Мамадуба Камара на турнире сыграл в трёх матчах и забил один гол в ворота Колумбии.
В 1970 году участвовал на Кубке африканских наций, который проходил в Судане. Сборная Гвинеи заняла предпоследнее третье место в своей группе, обогнав Конго и уступив Гане и Объединённой Арабской Республике. Камара сыграл в одной игре данного турнира.